# Wieruszów Miasto
Wieruszów Miasto – przystanek kolejowy w Wieruszowie, w województwie łódzkim, w Polsce.  Przystanek na linii kolejowej nr 181 z Wielunia Dąbrowy do Kępna.

## Ruch pasażerski
| Rok  | Wymiana pasażerska na dobę |
| ---- | -------------------------- |
| 2017 | 0-9                        |
| 2022 | 0-9                        |

Mimo iż nie przewiduje się likwidacji samego przystanku, we wrześniu 2010 roku budynek byłej poczekalni i kas został zakwalifikowany do rozbiórki.

## Połączenia bezpośrednie
W rozkładzie jazdy 2024/25 obsługę przystanku zapewnia jedna para pociągów TLK Miechowita w relacjach Poznań Główny - Kraków Główny oraz Kraków Główny - Poznań Główny.
- Poznań Główny
- Jarocin
- Ostrów Wielkopolski
- Kępno
- Wieluń
- Częstochowa Stradom
- Koniecpol
- Kraków Główny